# Ненси Дру
Ненси Дру измишљен је лик и главна јунакиња омиљене серије детективских романа коју је 1930. године почела да објављује издавачка кућа Стратмејер синдикејт. Прва пустоловина звала се Тајна старог сата. Пошто је правило овог издавача било да се не открива право име писца, у случају Ненси Дру смишљен је псеудоним Керолин Кин. Романе су, међу осталим књижевницима, потписивали Волтер Кериг, Џорџ Волер, Маргарет Шериф, Вилхелмина Ренкин, Алма Сасе, Чарлс Стронг и Патриша Дол.
Од 1930. широм света продато је око двеста милиона примерака романа о договдоштинама Ненси Дру. Шездесетих година прошлог века стара издања су преправљена и прештампана. Превазиђени изрази замењени су новим, у складу с променом језика. Ненси Дру у почетку је приказивана као својеглава осамнаестогодишњакиња која, кад је матурирала, почела је да води друштвени живот. Ова плавокоса и плавоока девојка упада у разне невоље, али храбрија је од својих пријатеља и младића Неда Никерсона. Не одваја се од пиштоља који понекад и употреби, увек говори шта мисли, чак и у друштву старијих или полиције. Ако науми да реши неки случај, не жали ни новца ни времена.
Почетком четрдесетих година 20. века лик Ненси Дру помало је измењен. Она и даље има осамнаест година, али више није упадала тако олако у невоље. Случајеве је решавала захваљујући знању које је стекла читањем књига из разних области или саветујући се с професорима, научницима и разним стручњацима. Од педесетих година минулог века Ненси Дру је променила изглед. Томе је највише допринела грешка која се појавила приликом штампања корица - на илустарцији њена коса била је црвенкаста, а то се читаоцима допало.
Од 1977. до 1979. године снимљена је ТВ серија у којој је Ненси Дру играла Памела Сју Мартин (позната по улози Блејкове кћерке у серији Династија). Продуцентска кућа Ворнер снима играни филм Ненси Дру и мистерија Холивуда који ће бити завршен 2007. године. Последњи роман о Ненси Дру објављен је 2003. године.
Од 1998. године појавиле су се и рачунарске игре с Ненси Дру, превасходно намењене девојчицама. Задатак је да играч води Ненси Дру кроз виртуелно окружење, разговара са осумњиченима, прикупља трагове, решава разне загонетке које му, потом, омогућавају да настави с игром.